# 1917 în literatură
- 1916 în literatură — 1917 în literatură — 1918 în literatură

Anul 1917 în literatură a implicat o serie de noi cărți semnificative.

## Cărți noi
- Henri Barbusse — Under Fire
- Adrien Bertrand — L'Orage sur le jardin de Candide
- Rhoda Broughton — A Thorn in the Flesh
- Edgar Rice Burroughs
  - A Princess of Mars
  - The Son of Tarzan
- Abraham Cahan — The Rise of David Levinsky
- Sarat Chandra Chattopadhyay - Devdas
- Mary Cholmondeley — Under One Roof
- Joseph Conrad - The Shadow Line (sub formă de carte)
- Norman Douglas — South Wind
- Arthur Conan Doyle — His Last Bow (colecție de povestiri)
- George Washington Ellis — The Leopard's Claw
- Zona Gale — A Daughter of the Morning
- Joseph Hergesheimer — The Three Black Pennys
- Ricarda Huch — The Deruga Case
- Henry James (postum)
  - The Ivory Tower
  - The Sense of the Past
- Sinclair Lewis — Knights of Araby
- Oscar Micheaux — The Homesteader
- Lucy Maud Montgomery - Anne's House of Dreams
- Baroness Orczy
  - Lord Tony's Wife
  - A Sheaf of Bluebells
- David Graham Phillips — Susan Lenox: Her Rise and Fall
- Marmaduke Pickthall — The Job
- Ernest Poole — His Family
- Horacio Quiroga — Cuentos de amor de locura y de muerte
- Elizabeth von Arnim — Christine
- Mary Augusta Ward
  - Missing
  - Towards the Goal
- Edith Wharton — Summer
- P. G. Wodehouse
  - The Man with Two Left Feet (colecție de povestiri)
  - Piccadilly Jim

## Premii
- Premiul Nobel pentru Literatură: